# 拳上2024
《拳上2024》（英語：The Cage 2024）是一場於2024年12月21日在台北小巨蛋舉辦的拳擊賽事，由鍇睿國際和臺灣格鬥運動股份有限公司主辦。主要對決為遊戲實況主亞洲統神（張嘉航，簡稱統神）與網路紅人蹦闆（呂育銓），此前蹦闆曾暗諷統神人設翻車，使得兩人在直播時連線互嗆，並決定以拳擊來一決勝負。
本屆賽事除了統神與蹦闆的主要拳賽外，也安排了WBC女子羽量級冠軍腰帶爭奪戰、五場職業組對戰，以及表演嘉賓，包括Carry Girls啦啦隊與饒舌歌手pH-1、Loco等。
公眾可以購買實體票於台北小巨蛋現場觀看，也可以於中華電信Hami Video「C@T網紅館」付費觀看線上直播。

## 背景
網路紅人蹦闆（呂育銓）於2024年7月28日在Instagram發佈了一張身穿帶有LV字樣的襯衫與短褲，卻遭網友質疑是假貨，隨後發文坦承套裝「不符合正品規範」。8月8日，蹦闆發佈了一則短影音回應假貨翻車，並暗諷統神（張嘉航）人設翻車，是「跟黃子佼做兄弟的賴皮豬」，使統神於蹦闆直播時與其連線對嗆。
8月14日，統神透露自己將與「CFC鍇睿格鬥冠軍賽」的老闆顏宥騫對談，同時也是「拳上2023」的承辦單位。
8月18日，蹦闆與統神出席《The Cage 拳上 2024》記者會，兩人確定將於當年12月21日參與「拳上2024」。當場過磅時，蹦闆為77.86公斤，統神則是118.6公斤。兩人亦額外對賭，若蹦闆獲勝，統神將予與新台幣50萬元；若統神獲勝，蹦闆將予與新台幣100萬元，並退出自媒體。
12月4日舉行賽前記者會，公布拳賽主秀規則為6回合3分鐘，回合間休息1分鐘。但統神亦提到，當初跟主辦方談好是4回合2分鐘，現行規則是記者會前臨時更改，質疑是蹦闆為了提高勝率而向主辦方提出。
12月13日，YouTube頻道「CFC鍇睿格鬥冠軍賽」上傳了一部「拳上賽前線上戰」影片。蹦闆與統神以線上遊戲《爆爆王》與《絕對武力2》進行對戰，賭注內容是改名為「統神的狗」或「蹦闆的狗」直到拳賽結束。最終統神以2：0取得勝利，蹦闆將Facebook的暱稱欄位改成「統神的狗」。
12月20日舉行過磅記者會以確認量級，統神為99.6公斤，蹦闆則為75.4公斤。統神將配戴18盎司拳套，蹦闆則是10盎司。

## 賽程
《拳上2024》於12月21日在台北小巨蛋舉行。總共安排了七場拳擊對戰，分別為拳賽主秀（亞洲統神、蹦闆）、WBC女子羽量級冠軍腰帶爭奪戰，以及五場職業組對戰，獲勝方以粗體標示。

### 職業組
| 場次   | 選手     | 選手                        | 判決            |
| ------ | -------- | --------------------------- | --------------- |
| 第一戰 | 林榆鈞   | 陳和                        | TKO（技術擊倒） |
| 第二戰 | 郭鎧齊   | Adrianus Bunga （印尼）     | TKO（技術擊倒） |
| 第三戰 | 謝鎧宇   | Tan Quang Dao Tran （越南） | 40:36           |
| 第四戰 | 全王家駿 | Filipus Rangga （印尼）     | 40:36           |
| 第五戰 | 謝郁安   | Azizul Isa Putra （印尼）   | TKO（技術擊倒） |

### WBC女子羽量級冠軍腰帶爭奪戰
| 選手   | 選手                       | 規則       | 判決            |
| ------ | -------------------------- | ---------- | --------------- |
| 吳沛儀 | Thanchanok Phanan （泰國） | 8回合2分鐘 | TKO（技術擊倒） |

### 拳賽主秀
| 選手     | 選手 | 規則       | 判決                     |
| -------- | ---- | ---------- | ------------------------ |
| 亞洲統神 | 蹦闆 | 6回合3分鐘 | 58:56 56:58 59:55 （SD） |

## 後續

### 後台衝突
拳賽結束後，統神表態願意支付50萬元，但質疑評審的公平性。當統神要進入採訪室進行媒體聯訪時，蹦闆方的幾名男子與統神相互叫囂、爆發衝突，兩名身穿黑色西裝的男子攻擊統神的頭部。當天凌晨，統神於Facebook聲明會向動手的人提告。
對此，鍇睿國際執行長Jerry表示會配合警方調查、提供監視器畫面。蹦闆則透過社群網站貼文與YouTube直播說明，以及向統神致歉。

### 判決爭議
蹦闆以58:56、56:58、59:55的比分獲勝，統神則質疑判決的公平性。他指出蹦闆多次低頭違規，裁判卻沒有任何作為；但他自己只要一低頭，馬上就被裁判警告。「拳上2023」主秀之一的鍾培生也認為有裁判評分不夠公正。拳擊YouTuber尼克星表明，他覺得拳賽獲勝的應該要是統神。

### 拳套盎司爭議
拳賽時，統神因與蹦闆相差近25公斤，於是主辦方決定統神配戴18盎司的拳套，而蹦闆則是10盎司。這使得許多人認為統神配戴的拳套過重，甚至質疑是蹦闆改規則。時事YouTuber峰哥也在賽前表示，因為拳套配重問題而看好蹦闆取勝。
對此，蹦闆於賽後在YouTube直播表示，原先他想要使用8盎司的拳套，但主辦方因安全問題訂定為10盎司；統神則原訂為20盎司，後來蹦闆讓步同意將統神拳套改為18盎司，但不同意統神想進一步調降至16盎司。且稱統神是收了主辦方給的20萬元才妥協配戴18盎司上場。
本屆賽評，同時也是格鬥YouTube頻道「立技瘋」的阿飛表示，18盎司的拳套確實是一大劣勢，他甚至沒在職業比賽看過有人配戴過。《NOWnews今日新聞》也認同統神這次使用18盎司非常罕見。「拳上2023」主秀之一的鍾培生則覺得統神縱使配戴18盎司的拳套仍有利。女子拳擊好手陳念琴表示，兩人盎司數不同是為了保護對手，並稱讚統神瘦身的毅力。格鬥選手金剛刀認為統神18盎司的拳套是正常情況，而且既然同意上場比賽，就沒什麼好爭的。

### 賭注支付
賽前，統神答應若蹦闆獲勝，自己將予與新台幣50萬元。賽後，蹦闆說統神因為判決爭議而不願支付。直到拳賽的4天後（12月25日），蹦闆公布自己以統神的名義向「現代婦女教育基金會受暴家庭服務計畫」、「台灣流浪貓狗關懷協會」、「家扶基金會-會計部運動潛力獎助學金」、「弘道老人福利基金會」以及「喜憨兒社會福利基金會」各捐出10萬元，總共50萬元。並稱自己於當天下午收到主辦方轉交統神的50萬元。

## 軼事

### 統神約戰Toyz
統神與「拳上2023」主秀之一的Toyz（劉偉健）於2021年工商合作時結下樑子，後來Toyz因「販賣二級毒品罪」入監服刑。亞洲統神於12月21日受訪時表示，他估計Toyz於2026年年初能假釋出獄，於是向Toyz約戰於當年的拳上對戰。

### 國動至現場觀看
統神與其同為遊戲實況主的胞兄國動（張葦航）於2022年鬧翻，但國動卻自費購買要價新台幣48,000元的VVIP套票至現場觀戰。統神也在拳賽前一天的過磅記者會穿著印有國動頭像的鈔票圖案海灘褲，使許多人認為兩人有望和好。當天，主持人詢問觀眾看好哪位選手時，國動大喊「蹦蛙老闆」，即統神的暱稱之一，表態支持弟弟。
但統神對此持負面態度，不僅認為國動的票不可能是自己花錢買的，也直言他們不可能和好，甚至有望在2025年與其打一場拳賽。

## 備註
1. ↑  統神曾評論黃子佼未成年性犯罪案「沒那麼嚴重」而引爭議[6]
2. ↑  統神曾與Toyz於工商對賭，事後卻耍賴引起爭議[7]